# Робинсон, Артур
Артур Робинсон (5 января 1915, Монреаль — 10 октября 2004) — американский географ и картограф, историк картографии, педагог.

## Биография
Робинсон родился в Канаде, в юности жил в Великобритании, но для получения высшего образования уехал в США.
Его дипломная работа была выполнена в университете города Майами, где в 1936 году он получил степень бакалавра искусств. Во время своей учёбы в магистратуре Робинсон увлекся картографией, занимался составлением тематических карт, затем защитил степень магистра искусств по географии в университете Висконсин-Мэдисон в 1938 году.
Во время Второй Мировой войны Робинсон служил директором картографического отделения Управления стратегических служб. Под его руководством отделением было создано около 5000 военных карт. Как главный картограф вооружённых сил США, он участвовал в конференциях Союзников в Квебеке и Каире.
В 1947 году он защищает степень доктора философии в университете Огайо, там же продолжает работу в качестве преподавателя, занимается решением проблемы картографической коммуникации.
С 1947 года и до выхода на пенсию в 1980 году занимал должность профессора географического факультета Висконсинского университета в Мадисоне.
Робинсон занимал также должность президента Международной картографической Ассоциации и должность вице-президента Ассоциации американских географов.

#### Научная работа
В своей работе «Взгляд на карту» (The Look of Maps, 1952) основанной на докторской диссертации Робинсон высказал идею, что многие элементы в картах претерпевали влияние художественного дизайна.
В тексте монографии «Природа карт» (The Nature of Maps, 1976), Робинсон и его соавтор Барбара Петченик (Barbara Bartz Petchenik) ввели в научный оборот термин «пользователь карты». Авторы предположили, что природа карты как изображения и способность передавать информацию от составителей карты к её пользователям гораздо глубже, чем предполагалось ранее в исследовательской литературе.
В 1961 году по заказу картографической компании «Рэнд МакНелли» им была разработана проекция для карт мира, ставшая известной под названием «проекция Робинсона», которая широко используется в картографии.  
Робинсон был соавтором и редактором многих коллективных монографий. Наиболее значительным был его вклад в книгу «Основы картографии» (Elements of Cartography), последнее издание которой было опубликовано в 1995 году.
Среди известных учеников профессора Робинсона следует выделить Дэвида Вудворда.

## Публикации
Робинсон был автором более чем 60 публикаций в мировых реферируемых журналах.
Им было также издано 15 книг и монографий, наиболее известные из них:
- The Look of Maps. Madison:University of Wisconsin Press. 1952.
- The Nature of Maps. With B. Petchenik. Chicago: The University of Chicago Press. 1976.
- Early Thematic Mapping in the History of Cartography. 1982.
- Elements of Cartography (6th Edition). With A. Robinson, J. Morrison, P. Muehrke, A. Kimmerling & S. Guptill. New York: Wiley.1995.

## Награды
- Орден «Легион Почёта» в 1946 году.